# Goapele
Goapele Mohlabane (ur. 11 lipca 1977 w Oakland) – amerykańska piosenkarka soul i R&B. Głos Goapele jest definiowany jako sopran.

## Albumy
- Closer, 2001
- Even Closer (2002)
- Change it All (2005)
- Milk & Honey (2010)